# Miconia dispar
Miconia dispar är en tvåhjärtbladig växtart som beskrevs av George Bentham. Miconia dispar ingår i släktet Miconia och familjen Melastomataceae. Inga underarter finns listade i Catalogue of Life.